# Apogonia metasternalis
Apogonia metasternalis är en skalbaggsart som beskrevs av Conrad Ritsema 1896. Apogonia metasternalis ingår i släktet Apogonia och familjen Melolonthidae. Inga underarter finns listade i Catalogue of Life.